# Infiniti
Infiniti es una marca de automóviles de lujo creada por el fabricante japonés Nissan. Sus ventas comenzaron oficialmente el 8 de noviembre de 1988 en América del Norte. Desde entonces, sus operaciones mundiales se han ampliado también a más países del continente americano, Europa, Oriente Medio, Corea del Sur, Taiwán, China, entre otros. Hoy en día, la red mundial de Infiniti comprende más de 490 distribuidores, presentes en 50 países. La estrategia de Nissan era similar a la de Honda y Toyota, que crearon sus propias divisiones de lujo como Acura y Lexus, respectivamente.
La marca no se utiliza en Japón al tener Nissan modelos equivalentes de Infiniti en el país, tales como: Nissan Skyline sedán y cupé, conocido como Infiniti G, Nissan Fuga o Infiniti M, Nissan Skyline cruce o Infiniti EX y Nissan Cima o Infiniti Q45. El Infiniti FX no tiene equivalente Nissan y no se vende en Japón. La primera generación del Infiniti Q45 fue vendido como el Nissan Infiniti Q45 en Japón.
Tras meses de noticias sobre una posible finalización de actividad en Europa occidental, desmentidas por los responsables de la marca en España, en marzo de 2019 se confirmó el cese de operaciones. El plan de reestructuración de la compañía contempla que Infiniti abandona el viejo continente para centrarse en mercados emergentes. La compañía indicó que la producción de los Q30 y QX30 en la planta de Sunderland, Inglaterra finalizaría a finales de julio de 2019 y las operaciones en Europa a comienzos de 2020.

## En Europa
Carlos Ghosn, el entonces director ejecutivo de Nissan Motor Co. Ltd., anunció la llegada a Europa de Infiniti en el Motor Show 2008 de Ginebra. El lanzamiento oficial está previsto para otoño de 2008 y se introducirá progresivamente en un espacio de dos años, período en el que Infiniti desplegaba sus operaciones en 21 países europeos. La sede central de Infiniti Europa está situada en Rolle, Suiza.[cita requerida]
Inicialmente, se ofrecerán cuatro modelos en Europa, empezando con la generación siguiente del emblemático Infiniti FX50. El FX50 es un crossover de alto rendimiento, equipado con un nuevo motor V8 de 5.0 litros, 32 válvulas y 390 caballos de potencia y que integra la tecnología avanzada Variable Valve Lift & Event (VVEL). Compite directamente con los modelos similares de Mercedes M-Class, BMW X5, Lexus RX, Audi Q7, Porsche Cayenne y el Range Rover Sport.
Infiniti también se introducirá en el mercado de sedanes de gama alta con el Infiniti G37 de segunda generación, equipado con un motor V6 de 3.7 litros, que se espera, sea un desafío para el BMW 3 series, Audi A4, Mercedes C-Class y el Lexus IS. El Infiniti G37 Coupé compartirá gran parte del hardware con el sedán homologado, pero su elegancia dinámica está diseñada para atraer a un comprador totalmente distinto, que normalmente se decantaría por el BMW Serie 3 cupé, Mercedes CLK-class, Audi A5 o el Lexus SC 430. 
Infiniti también ha dado a conocer el primer crossover coupé compacto del mundo, el Infiniti EX37, que presenta un lujoso interior, una posición de conducción dominante y tracción a todas las ruedas. El EX37 es el primer vehículo de producción del mundo que cuenta con las ventajas del sistema avanzado Around View Monitor (AVM), que proporciona al conductor una vista de pájaro del vehículo mientras se aparca. También presentará la exclusiva pintura autorreparable Anti-Scratch (ASAP). El EX se comercializa en el mismo segmento de gama alta que el BMW X3, Audi Q5 y el Mercedes GLK-Class.[cita requerida]
Infiniti entra en el mercado de sedanes de gran tamaño con el Infiniti M37 equipado con un motor V6 de 3.7 litros, que se espera sea un desafío para BMW 5 series, Audi A6, Mercedes E-Class y Lexus GS.[cita requerida]
Infiniti prevé lanzar un diésel V6 totalmente renovado para 2010, específicamente diseñado para Europa.
Todos los cupés, sedan y crossovers actuales de Infiniti están basados en la plataforma FM de Nissan. El centro del motor está situado detrás de las ruedas delanteras. Esta ubicación equilibra la distribución del peso con el propósito de mejorar la frenada, la aceleración y el manejo. La única excepción es el vehículo utilitario deportivo (SUV) de tamaño natural QX56, basado en la plataforma F-Alpha de Nissan, aunque en este momento no existe ninguna previsión de introducirlo en el continente europeo fuera de Rusia.[cita requerida]

## Designación de modelos
A partir del 2013, los cupés y sedán del fabricante son designados con la letra "Q" seguida de dos números. Así, tenemos el Q40, Q50, Q60 y Q70; y para designar los crossover y los SUV se utilizan las letras QX seguidas de dos números, así tenemos a los modelos QX50, QX60, QX70 y QX80.
Anteriormente, la designación del modelo Infiniti incluye una letra para los cupés y sedan (dos letras para los SUV) y un número que refleja el desplazamiento del motor. Por ejemplo, el FX50 es un SUV con un motor de 5.0 L. La "x" después del desplazamiento del motor de los sedan Infiniti denota que se trata de un modelo con tracción a todas las ruedas.[cita requerida]

## En Latinoamérica
- Noviembre de 2011: llega Infiniti a México, por medio de Nissan Mexicana.[cita requerida]
- Abril de 2012: llega Infiniti a República Dominicana, por medio de la empresa Santo Domingo Motors, la cual adquiere la representación de la marca.[13]
- Junio de 2012: llega Infiniti a Chile, convirtiéndose éste en el primer país de Sudamérica en vender oficialmente la marca.[cita requerida]
- 2012: llega Inifinti a Panamá, por medio de Nissan Latinoamérica.[cita requerida]
- En junio de 2014 se anuncia un acuerdo comercial entre la empresa Daimler AG y la alianza Renault-Nissan-Mitsubishi, para la construcción de una planta en Aguascalientes que iniciaría su construcción en 2015, para la producción de modelos que comenzarían su distribución en 2017; y de Mercedes-Benz para 2018.[14]
- Se anunció que la marca próximamente llegará a Brasil, aunque finalmente ha sido pospuesto hasta que las condiciones sean más favorables.[15]

## Modelos producidos

### Conceptos

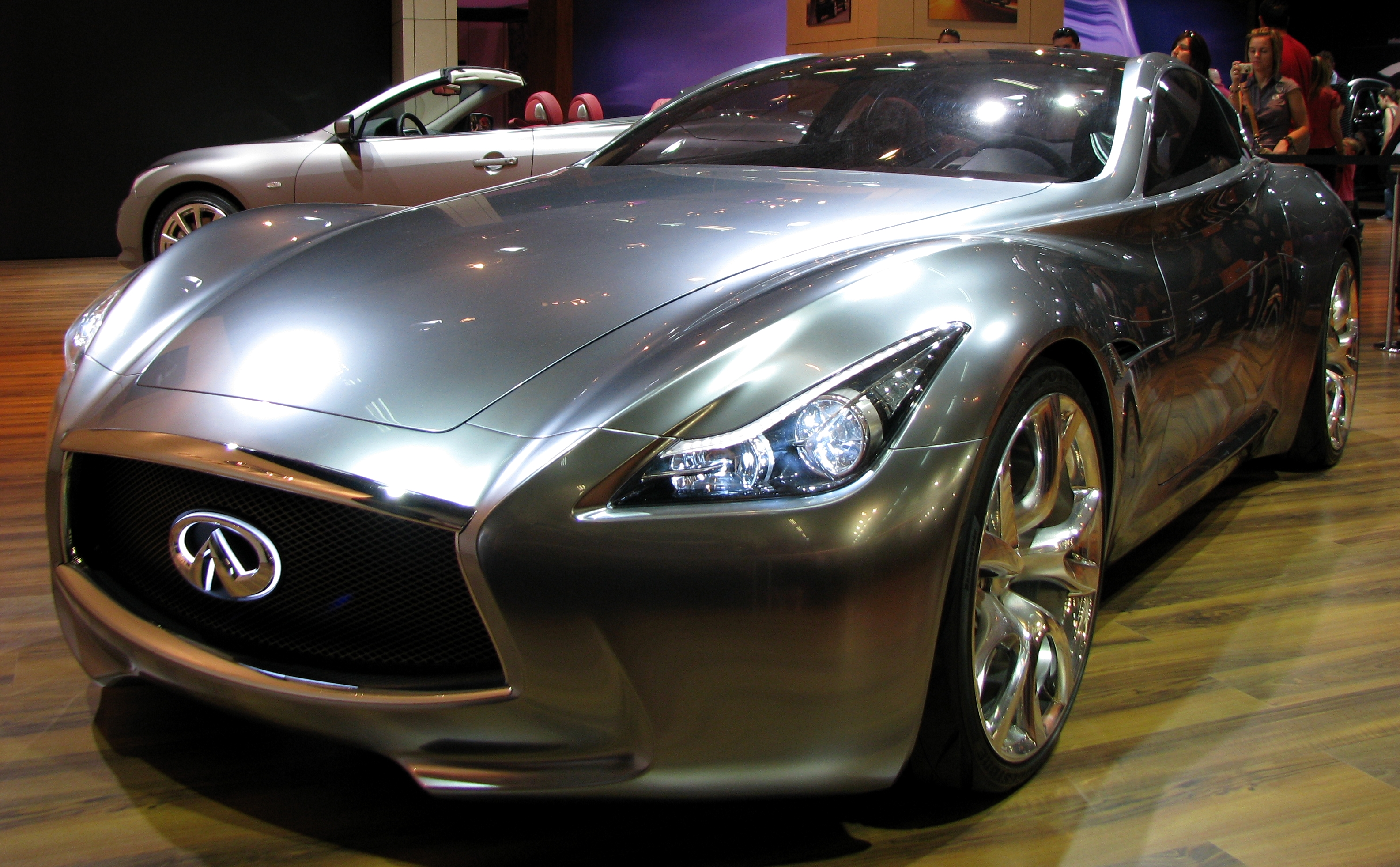
Concepto Essence

- Essence
- Triant
- Kuraza
- Etherea
- Emerg-e
- LE
- Q80 Inspiration

### Turismos
- G
- M
- Q
- Q40[16]
- Q50
- Q60
- Q70

### Crossover y SUV
- QX30
- QX50
- QX60
- QX70
- QX80
- QX55
- EX
- FX
- QX